# 소바타

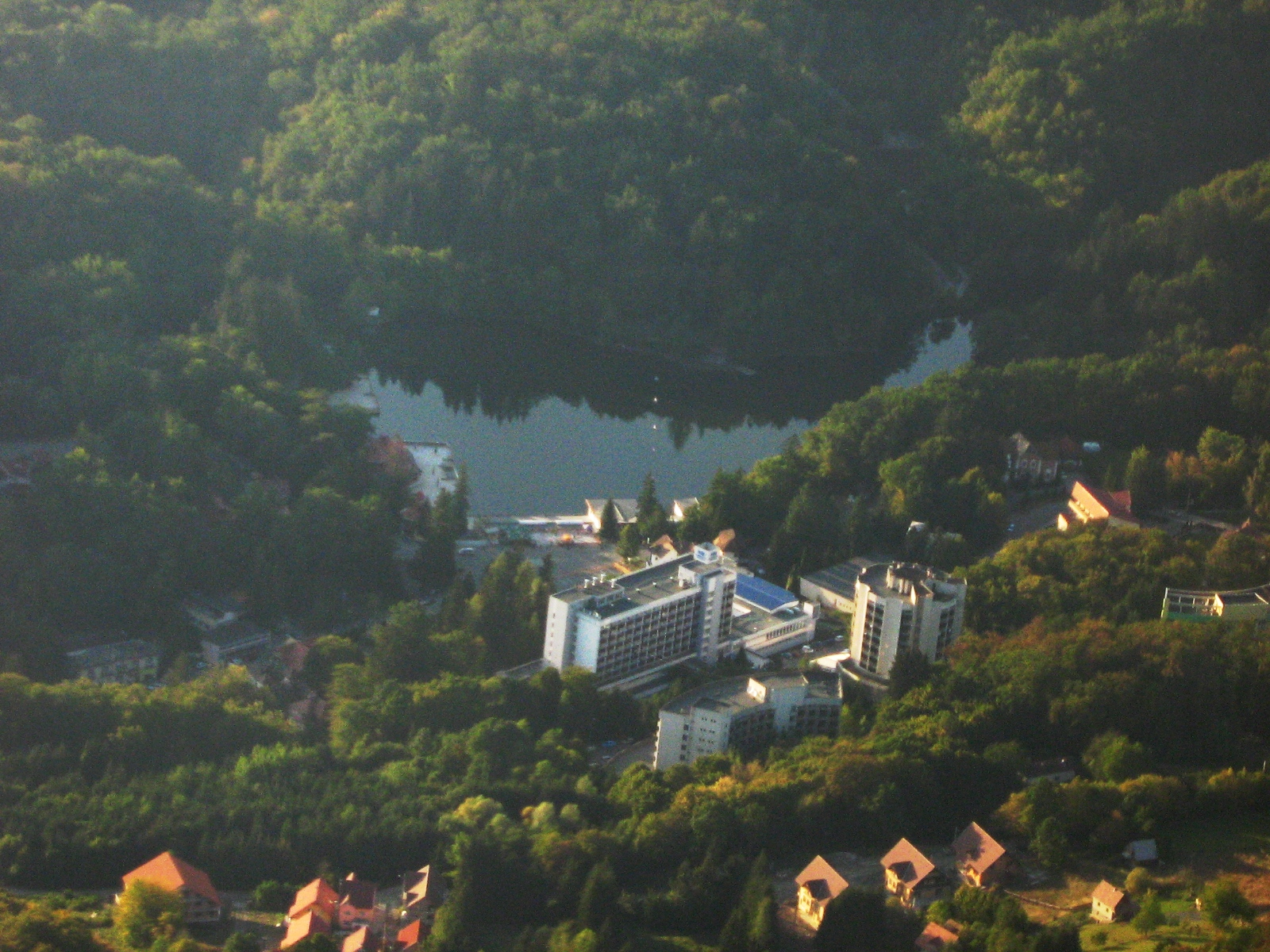
소바타

소바타(루마니아어: Sovata, 헝가리어: Szováta 소바터[*])는 루마니아 무레슈주의 도시로 인구는 10,385명(2011년 기준)이다.
1578년 문헌에서 처음 등장했으며 1583년에 마을이 형성되었다. 19세기 말과 20세기에는 염도를 띤 호수, 온천으로 유명한 휴양지로 널리 알려졌다. 1952년에 자치시로 승격되어 오늘에 이른다. 트르구무레슈, 미에르쿠레아치우크, 오도르헤이우세쿠이에스크를 연결하는 도로가 지나간다.

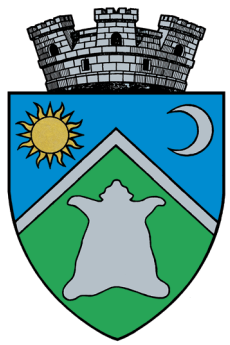
시 문장